# Ruth Goulding Wood
Ruth Goulding Wood (* 29. Januar 1875 in Pawtucket  Rhode Island; † 5. Mai 1939) war eine US-amerikanische Mathematikerin und Hochschullehrerin. Sie war Mitglied der American Mathematical Society und forschte auf dem Gebiet der Nichteuklidischen Geometrie.

## Leben und Werk
Wood studierte am Smith College und erhielt 1898 ihren Bachelorabschluss. Sie promovierte 1901 in Mathematik an der Yale University mit einer Arbeit über "Nichteuklidische Verschiebungen und Symmetrie-Transformationen", die in den Annals of Mathematics veröffentlicht wurde. Anschließend unterrichtete sie ein Jahr lang Mathematik am Mount Holyoke College und kehrte 1902 an das Smith College zurück. Bevor sie zum Associate Professor ernannt wurde, verbrachte sie ein Jahr mit einem Postgraduiertenstudium an der Georg-August-Universität Göttingen. Nach ihrer Rückkehr im Jahr 1909 wurde sie zur außerordentlichen und 1914 zur ordentlichen Professorin ernannt. Sie reiste nach Ägypten, Griechenland, in die Türkei und ging 1935 in den Ruhestand. 1936 fuhr sie über den Panamakanal nach Kalifornien und 1937 mit dem Auto über die Anden nach Südamerika. In ihrem Testament bestimmte sie die Errichtung eines Treuhandfonds, um eine oder mehrere Professorinnen in der Mathematikabteilung des Smith College mit einem Gehalt zu unterstützen, das dem höchsten Gehalt entspricht, das an ein Mitglied des Lehrkörpers  gezahlt wird.